# Topolino contro Topolino
Topolino contro Topolino (Mickey's Dangerous Double) è una storia a fumetti della Walt Disney realizzata da Bill Walsh (testi) e Floyd Gottfredson (disegni).

## Storia editoriale
Venne pubblicata giornalmente negli USA nel formato a strisce sui quotidiani statunitensi dal 2 marzo al 20 giugno 1953. In Italia è stata pubblicata per la prima volta sui numeri dal 73 al 77 di Topolino, in un periodo compreso tra il 25 agosto e il 25 ottobre 1953.

## Trama
Al suo ritorno dallo spazio (Topolino e il deserto del nulla), Topolino scopre che i suoi concittadini gli sono divenuti ostili: questo è dovuto alle malefatte compiute da Miklos, un suo sosia che, all'insaputa di tutti, ha preso il suo posto per compiere i suoi crimini, per tormentare gli amici del vero Topolino e prendere il suo posto.
Quando Topolino scopre l'inganno, non può denunciare l'impostore perché questi tiene prigioniero Pluto e minaccia di ucciderlo se lui non collaborerà. Topolino riesce a ritrovare Pluto, sfigurato dai maltrattamenti e tenuto incatenato in una fabbrica di giocattoli. Qui avrà luogo anche lo scontro decisivo con il sosia, che si scopre essere un abilissimo trasformista-fuorilegge e che svela il suo vero piano: uccidere Topolino e sostituirsi a lui per continuare a vivere da rispettabile cittadino. All'arrivo della polizia ci vorrà ancora un po' di tempo per stabilire chi è il vero Topolino, fino a un provvidenziale tuffo in un deposito dell'acqua da dove Miklos uscirà stinto. Il pericoloso criminale riuscirà comunque a fuggire, promettendo a Topolino che prima o poi ritornerà.

## Curiosità
- Miklos riappare dopo 25 anni dalla sua prima apparizione nella storia a fumetti "Topolino e il flagello grigio", pubblicata su Almanacco Topolino numero 264 del dicembre 1978, anche se qui viene semplicemente nominato "Topo Grigio"; alleandosi con Gambadilegno, porta a segno numerosi furti spacciandosi per Topolino infangandone nome.
- Riappare anche nella storia "Topolino e i 7 boglins" sul numero 3077 di Topolino del 18 novembre 2014; qui cerca nuovamente di vendicarsi come promesso mandando a monte il compleanno di Topolino.